# Miss Fatima
Ghulam Fatima (genannt Miss Fatima, * Juni oder Juli 1912 in der Provinz Punjab; † nach September 1990) war eine britisch-indische Schachspielerin. Sie gewann 1933 die britische Schachmeisterschaft der Frauen. 

## Leben
Miss Fatima kam um 1930 als Dienerin des indischen Diplomaten Sir Malik Umar Hayat Khan nach England. Auch der als Schachmeister bekannt gewordene Mir Sultan Khan gehörte zu dessen Gefolge. Bis dahin kannte Miss Fatima das Schachspiel nicht, begann sich aber dafür zu interessieren, da es im Hause ihres Dienstherrn oft gespielt wurde. Ihr erster Lehrer war dessen Leibarzt Singh Basalvi. Später erhielt sie auch Lektionen von der damaligen Schachweltmeisterin Vera Menchik. Sie verbesserte sich schnell und nahm bereits im August 1932 an der britischen Meisterschaft der Frauen in London teil. Dort erregte sie Aufsehen wegen ihrer Spielstärke, ihres jugendlichen Alters und „exotischen“ Aussehens. In ihrem ersten Schachturnier überhaupt erzielte sie gegen viel erfahrenere Spielerinnen 6,5 Punkte aus 11 Partien und kam auf den sechsten Platz.
Im folgenden Jahr gewann sie in Hastings die britische Meisterschaft der Frauen. Sie erzielte 10,5 Punkte aus 11 Partien und damit drei Punkte mehr als die Zweitplatzierte. Der erste Preis betrug 10 Pfund Sterling. In der Presse wurde angemerkt, dass während des Turniers sehr hohe Temperaturen geherrscht hätten, was die aus Indien stammenden Teilnehmer Mir Sultan Khan (der das Herrenturnier gewann) und Miss Fatima bevorteilt hätte. Dennoch wurde ihre Leistung, insbesondere im Endspiel, als bemerkenswert gut anerkannt und der Fortschritt, den sie in nur zwei Jahren nach Erlernen der Regeln gemacht hatte, als erstaunlich bezeichnet.
Miss Fatima begleitete Mir Sultan Khan zur Schacholympiade 1933 in Folkestone, was bei einigen Schachspielern zu Spekulationen führte, dass die beiden ein Liebespaar seien. Daniel King, der Biograph von Sultan Khan, hält dies jedoch für unwahrscheinlich. 
Im Herbst 1933 beschloss Malik Umar Hayat Khan, dessen Anwesenheit in England nicht länger erforderlich war, mit seiner Dienerschaft wieder nach Indien zurückzukehren. Für Mir Sultan Khan war dies eine Erleichterung, da er sich in England nie besonders wohlgefühlt hatte und unter Heimweh litt. Miss Fatima wäre gern geblieben, da sie sich an den europäischen Lebensstil gewöhnt hatte und die Aufmerksamkeit genoss, die ihr aufgrund ihres Schachtalents zuteilwurde. Wie sie in einem Interview für den Dokumentarfilm The Sultans of Chess im September 1990 erzählte, war sie sowohl Winston Churchill als auch Queen Mary vorgestellt worden und hatte mit ihnen Schach gespielt. Miss Fatima hatte jedoch kein Mitspracherecht bei der Entscheidung ihres Dienstherrn und musste die Heimreise akzeptieren. Nachdem sie im November noch eine Simultanvorstellung im Imperial Chess Club (6 Siege, 4 Niederlagen) in London gegeben hatte, kehrte sie am 29. Dezember 1933 per Schiff nach Bombay zurück. Ihre Schachkarriere war damit beendet, über ihr weiteres Leben ist nicht viel bekannt.